# Victor Berden
Victor Nicolas François Berden (Kerkrade 27 november 1820 - Elsene 22 oktober 1889) was administrateur-generaal van de Belgische Staatsveiligheid.

## Levensloop
Victor Berden behaalde zijn doctoraat in de rechten aan de ULB in 1844. Hij werd stagiair bij advocaat Orts. Op het ogenblik dat hij zich aan de balie inschreef, besliste hij een andere richting uit te gaan en koos hij voor de magistratuur. Hij werd achtereenvolgens:
- 1847: militair auditeur voor de provincie Brabant
- 1850: subsituut van de procureur in Aarlen
- 1853: substituut van de procureur in Doornik
- 1858: onderzoeksrechter in Doornik
- 1866: ondervoorzitter van de rechtbank van eerste aanleg in Brussel
- 1868: raadsheer bij het Hof van Beroep in Brussel

Hij werd administrateur-generaal van de Staatsveiligheid in 1869, in opvolging van Napoleon Joseph Verheyen. Hij bleef deze functie uitoefenen tot in 1882 en werd opgevolgd door Adolphe Gautier de Rasse.
Bij zijn benoeming was het weer een heel onrustige tijd. De Frans-Duitse Oorlog zorgde voor veel onrust in België, net zoals de instorting van het Tweede Franse Keizerrijk en de aanvang van de Derde Franse Republiek. De vele vreemdelingen die hierdoor naar België vluchtten, moesten van nabij gevolgd worden. Ook de onrust in de industriegebieden verplichtte tot heel wat werk voor de staatsveiligheid.
Berden heeft vooral naam gemaakt door de inspanningen die hij deed voor de gevangenissen en andere penitentiaire inrichtingen. Edouard Ducpétiaux, de vader van de hervormingen en de initiatiefnemer voor het cellulair systeem, was net overleden. Berden zorgde voor grondig onderzoek naar alle aspecten van de ingevoerde wijzigingen en beoordeelde de voordelen ervan en de onvolkomenheden die nog moesten worden aangepakt. Zijn publicaties hierover waren baanbrekend, vooral omdat ze op talrijke statistische gegevens berusstten, die van hem een vooraanstaand statisticus maakten.
Op 18 juni 1878 was de laatste liberale regering Frère-Orban - Van Humbeeck gevormd met Jules Bara als minister van Justitie. Deze riep, zodra het ambt vrijkwam, in oktober 1879, zijn vriend en vertrouweling bij zich als secretaris-generaal van het ministerie, ook al bleef hij ook nog gedurende een paar jaar de Staatsveiligheid dirigeren. Hij bleef secretaris-generaal tot aan zijn pensionering begin juni 1886. Hij werd nadien nog tot voorzitter benoemd van de Hoge Raad voor Openbare Hygiëne en bleef dit tot aan zijn dood.

## Publicaties
- Administration des prisons : rapport présenté à M. le Ministre de la justice, par M. l' Administrateur de la sûreté publique et des prisons, le 31 décembre 1869, Brussel, 1870
- Statistiques des prisons et des établissements pénitentiaires et des réformes pour l'an 1875, (...) par Mr V. Berden, Brussel, 1877, 3 volumes.
- Statistiques des prisons et des établissements pénitentiaires et des réformes pour l'an 1876 et 18775, (...) par Mr V. Berden, Brussel, 1879, 3 volumes.